# Goldmania
Goldmania is een geslacht van vogels uit de familie Trochilidae (kolibries) en de geslachtengroep Trochilini (briljantkolibries). De Amerikaanse dierkundige Edward William Nelson noemde dit geslacht naar zijn collega Edward Alphonso Goldman (1873 – 1946). 
Het geslacht kent twee soorten:
- Goldmania bella  – Roodwangkolibrie
- Goldmania violiceps  – Violetkapkolibrie